# Great Greed
Great Greed (ビタミーナ王国物語?, Bitamīna ōkoku monogatari) è un videogioco di ruolo del 1992 sviluppato da Namco per Game Boy.